# Crossref
Crossref (ранее CrossRef) — официальное агентство регистрации Цифровых Идентификаторов Объекта (DOI) международного DOI фонда. Оно объединяет издателей академических публикаций (журналы, монографии, сборники материалов конференций) и создано в 2000 для создания системы персистентных библиографических ссылок в статьях.